# Carmen Babiano Méndez-Núñez
Carmen Babiano Méndez-Núñez (Santiago de Compostel·la, 1852 - Pontevedra, 2 de setembre de 1914) va ser una pintora i dibuixant gallega.

## Biografia
Membre d'una família benestant, una de les més prestigioses de Pontevedra, va ser filla de José Babiano Rodríguez i de Carmen Clara Méndez Núñez i neboda de l'almirall Casto Méndez Núñez. Va ser educada en la música i en les arts com altres filles de la burgesia del moment. Babiano va arribar a ser una persona molt culta, coneixedora de diversos idiomes i amb formació musical i artística, on va sobresortir més. Aprengué música i a tocar el piano amb la seva àvia, Tomasa Núñez, i va rebre formació artística a l'Institut de Pontevedra, on va tenir com a mestre al català Ramon Vives i Ayné.
Amb només 18 anys va participar en la seva primera exposició pública, amb alguns dels dibuixos que feia a classe a l'Institut de Pontevedra. Ja el 1875 va participar en l'Exposició Regional de Galícia, celebrada a Santiago de Compostel·la, on va presentar dos retrats a l'oli, mereixedors de l'elogi de la premsa, i dos paisatges a llapis, copiats d'uns gravats, i on va ser premiada amb medalla de bronze. El 1878 participa a l'Exposició de Belles Arts de La Corunya amb un retrat a l'oli del marquès de Méndez Núñez, i el 1880 a la de Pontevedra, on mostrar el seu millor moment com a artistes, amb diverses obres a ploma i aiguada, tres retrats de mida natural a llapis i una pintura a l'oli titulada Una nena donant de menjar a unes gallines o simplement Les gallines.
Entre 1879 i 1881 va ser col·laboradora artística del diari La Ilustración Gallega y Asturiana, on es van publicar diversos dels seus dibuixos. Amb tot, a partir de 1882 finalitza la seva carrera en casar-se amb el metge Víctor Mendoza. Com moltes altres dones de l'època, sumat als prejudicis socials, va renunciar a la seva carrera i va dedicar-se a la família. Va abandonar la pintura en l'àmbit públic i probablement només va continuar pintant en la intimitat, com a entreteniment. Tanmateix, el vessant artístic el va canalitzar com a mecenes, va convertir casa seva, el conegut Palauet de les Mendoza, en centre de la vida cultura i artística de Pontevedra i col·laborà en iniciatives com la Societat Arqueològica de la ciutat a partir de 1894, per a la qual va fer dibuixos de la ciutat, i on va descobrir el talent d'Enrique Campo, el dibuixant més important d'aquesta societat.

## Obra

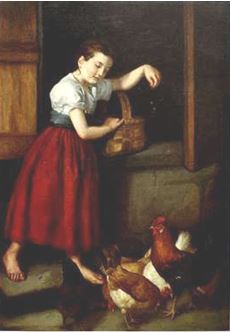
Les gallines (1880)

La seva obra va basar-se sobretot en escenes costumistes, retrats, paisatges, natures mortes o flors, temes reservats a les dones de la seva època. De la seva obra, el Museu de Pontevedra conserva més de 130 olis i dibuixos. Algunes de les seves obres són:
- Vista de Pontevedra des de la Caeira (1869)
- Vista del Con (1877)
- Les gallines (1880)
- Rodalies de Pontevedra (1896)
- Castell de Sotomayor
- Monestir de Lérez
- Tobies i Rafael Arcàngel
- Retrat de dama